# شهرستان ایری (اوهایو)
شهرستان ایری، اوهایو (به انگلیسی: Erie County, Ohio) یک سکونتگاه مسکونی در ایالات متحده آمریکا است که در اوهایو واقع شده‌است.